# Quartet de corda núm. 6 (Beethoven)
El Quartet de corda núm. 6 en si bemoll major, opus 18 núm. 6, de Ludwig van Beethoven, va ser compost entre el 1799 i el 1800, publicat el 1801 i dedicat amb els cinc altres quartets de l'opus 18 al príncep Joseph Franz von Lobkowitz. El príncep Lobkowitz tenia al seu càrrec al violinista i amic de Beethoven, Karl Amenda. És cronològicament el cinquè dels sis primers quartets de Beethoven.
L'adagio patètic del final porta el títol «la Malinconia». Vincent d'Indy va subratllar la influència de Friedrich Rust en aquest quartet a cordes.
Consta de quatre moviments i la seva execució dura aproximadament 25 minuts:
1. Allegro con brio
2. Adagio, ma non troppo
3. Scherzo. Allegro
4. Adagio «la Malinconia» — Allegretto quasi Allegro